# Jaquirana
Jaquirana é um município brasileiro do estado do Rio Grande do Sul. Sua atual prefeita é Maria Isabel Rauber, do Progressistas, eleita em 2024.

## História
Acredita-se que o nome do município tenha origem do termo yaquirana, do tupi, que significa "cigarra".
A sedimentação populacional remonta à colonização da Serra Gaúcha, em que colonizadores alemães e italianos buscavam ouro branco e madeira, estabelecendo-se em diversos núcleos da região dos vales do rio das Antas e do rio Tainhas. Na ocasião, eram abundantes as florestas de araucária.
O povoado foi fundado em 1900, mediante a compra de meia colônia de sesmaria da família Machado, e outra parte da família Fernandes. Em 1916 foi declarado distrito de São Francisco de Paula, do qual se emancipou em  8 de dezembro de 1987

## Geografia
Localiza-se a uma latitude 28º53'05" sul e a uma longitude 50º21'28" oeste, estando a uma altitude de 927 metros. Sua população estimada em 2020 foi de 3.662 habitantes.